# Pulau Permai
Pulau Permai is een bestuurslaag in het regentschap Kampar van de provincie Riau, Indonesië. Pulau Permai telt 2310 inwoners (volkstelling 2010).